# Бобриєвич Микола Сергійович
Мико́ла Сергі́йович Бобриє́вич (нар. 1 січня 1886, Кримки, Товмачанська волость, Звенигородський повіт, Київська губернія — пом. ?) — військовик, підпоручник.

## Життєпис

### Родина
Народився в православній міщанській сім'ї.

### Освіта
Навчатися почав у чоловічій гімназії у місті Златопіль з 1897 року, яку успішно закінчив (випуск 1905 року, атестат № 824).

### Військова діяльність
9 жовтня 1913 року, унтерофіцер 175-го Батуринського піхотного полку звільняється в запас армії по Новгород-Сіверському повіту, отримуючи чин прапорщика запасу армійської піхоти.
З вибухом  Першої світової війни 11 серпня 1914 року мобілізується в прапорщики армійської піхоти та зараховується у 302-й Суразький піхотний полк.
Неодноразово відзначається у битвах, дістає поранення на початку 1915 року та лікується в Лазареті палацового відомства, за що отримує державні нагороди.
31 грудня 1915 року затверджується присвоєння прапорщику 302-го Суразького піхотного полку командувачем 1-ї Армії звання підпоручник із вислугою з 19 липня 1915 року.

## Нагороди
- Орден Святої Анни IV ступеня з написом «За хоробрість» (24 лютого 1915 року за відзнаку в битвах з ворогом)[7];
- Орден Святої Анни III ступеня з мечами та бантом (28 червня 1915 року за відзнаку в битвах з ворогом)[8];
- Орден Святого Станіслава III ступеня з мечами та бантом (7 вересня 1915 року затверджується нагородження командувачем 1-ї Армії за відзнаку в битвах з ворогом)[9];
- Орден Святого Станіслава II ступеня з мечами (2 грудня 1916 року)[10].

## Зазначення
1. ↑  Державний архів Кіровоградської області. Загальний список осіб, які бажають скласти іспит зрілості у Златопільській чоловічій гімназії у 1905 році. Ф. 499 опис 1 справа 611 С. 155 [Архівовано 30 листопада 2016 у Wayback Machine.](рос. дореф.)
2. ↑  Державний архів Кіровоградської області. Список учнів і сторонніх осіб, які витримали іспит зрілості в 1905 році. Ф. 499 опис 1 справа 582 С. 3 [Архівовано 30 листопада 2016 у Wayback Machine.](рос.)
3. ↑  Высочайшие приказы о чинах военных. 1913 г., 1 сентября — 31 декабря. Санкт-Петербург. 1913. С. 221 [Архівовано 15 березня 2017 у Wayback Machine.](рос. дореф.)
4. ↑  Высочайшие приказы о чинах военных. 1914 г., 15 июля — 31 октября. Санкт-Петербург. 1914. С. 180 [Архівовано 30 травня 2017 у Wayback Machine.](рос. дореф.)
5. ↑  Газета «Русское слово» Вівторок, 17 лютого 1915 р. № 38//Немного о Первой мировой войне 1915 г. из газет, журналов, интернета. Генеалогический форум ВГД [Архівовано 6 червня 2017 у Wayback Machine.](рос.)
6. ↑  Высочайшие приказы о чинах военных. 1915 г., 1-31 декабря. Санкт-Петербург. 1915. С. 928 [Архівовано 11 березня 2017 у Wayback Machine.](рос. дореф.)
7. ↑  Высочайшие приказы о чинах военных. 1915 г., январь — февраль. Санкт-Петербург. 1915. С. 1278 [Архівовано 30 травня 2017 у Wayback Machine.](рос. дореф.)
8. ↑  Высочайшие приказы о чинах военных. 1915 г., 1-30 июня. Санкт-Петербург. 1915. С. 839 [Архівовано 11 березня 2017 у Wayback Machine.](рос. дореф.)
9. ↑  Высочайшие приказы о чинах военных. 1915 г., 1 сентября. Санкт-Петербург. 1915. С. 238 [Архівовано 11 березня 2017 у Wayback Machine.](рос. дореф.)
10. ↑  Высочайшие приказы о чинах военных. 1916 г., 1 декабря — 31 декабря. Санкт-Петербург. 1916. С. 126 [Архівовано 30 червня 2017 у Wayback Machine.](рос. дореф.)